# Doña Herlinda y su hijo
Doña Herlinda y su hijo és una pel·lícula mexicana dirigida per Jaime Humberto Hermosillo estrenada el 1985, basada en un conte de Jorge López Páez. La pel·lícula està ambientada a la ciutat de Guadalajara, i inclou una actuació de Lucha Villa.

## Sinopsi
Donya Herlinda és una vídua i mare absorbent que encara que sap que el seu fill Rodolfo, un neurocirurgià pediàtric, és homosexual i manté una relació amb Ramón, un jove estudiant de música, no deixa de presentar-li dones.
La parella d'homes viuen la seva relació discretament i d'amagat trobant-se on poden, fins que Ramón es trasllada a viure amb Rodolfo i la seva mare. Donya Herlinda fingeix que no sap res de la relació entre tots dos i tracta a Ramón com un segon fill, mentre continua pressionant al seu fill perquè es casi. Finalment aconsegueix que Rodolfo es comprometi en matrimoni amb Olga, l'última dona que li ha presentat, però d'altra banda aconsegueix que el sorprès i consternat Ramón no se'n vagi i continuï vivint amb ella.
Després del matrimoni tots dos homes segueixen la seva relació furtivament a casa de donya Herlinda, i fins i tot Ramón acaba creant llaços d'amistat amb l'esposa. Per la seva part Olga és una dona culta i independent que vol continuar treballant, la qual cosa farà que li convingui tancar els ulls davant la relació del seu espòs amb el seu amant i acabarà deixant al seu fill nounat a cura del seu padrí Ramón. D'aquesta manera tots viuran feliçment junts a la casa que donya Herlinda ha encarregat ampliar obtenint tots benefici d'aquesta peculiar situació.

## Repartiment
- Arturo Meza - Ramón
- Marco Treviño - Rodolfo
- Guadalupe del Toro - Doña Herlinda
- Leticia Lupercio - Olga
- Guillermina Alba - Billy, la amiga de Ramón
- Angélica Guerrero - madre de Ramón
- Arturo Villaseñor - padre de Ramón

## Comentaris
Aquest film ocupa el lloc 65 dins de la llista de les 100 millors pel·lícules del cinema mexicà, segons l'opinió de 25 crítics i especialistes del cinema a Mèxic, publicada per la revista Somos en juliol de 1994.

En les escenes rodades en Chapala apareix el grup tapatio Madres y Comadres, sistemàticament ignorat pels historiadors d'aquest gènere a Guadalajara, però indubtablement important. Una banda irreverent, punk a la mexicana, i d'on va sortir Aldo Acuña, baixista de Maldita Vecindad, que en aquesta època tocava la guitarra en companyia d'Hugo Álvarez, bateria, i Carlos Domínguez, baix i veu. Gravat en directe per Fernando Cámara, la cançó que més s'escolta és "No la Soltare" de Chucho Álvarez, però també s'escolten les línies d' "Apedrea un Gringo".